# Абдикација
Абдикација (лат.  — „одрицање, одступ, оставка”) чин је добровољног одрицања од неке функције, звања или части, нарочито престола.
Кроз историју су постојале различито мотивисане абдикације. У Османском царству — у којем преношење власти наследством никад није било формално прописано — био је то уобичајени поступак султана који су абдицирали у корист својих синова, те им тако гарантовали останак на власти.
У Европи владари су абдицирали из верских, политичких или личних разлога. Верска мотивација абдикације била је уобичајена у доба ширења протестантизма, политичка мотивација посебно у револуционарним годинама 1848/1849. Лични разлози најчешће су укључивали уставом или обичајима недозвољене бракове.

## Познате абдикације
| Тарквиније Охоли                     | 510. п. н. е.                  | [ 1 ] |
| Корнелије Сула                       | 79. п. н. е.                   | [ 2 ] |
| Диоклецијан                          | 305.                           | [ 3 ] |
| Исак I Комнин                        | 22. новембар 1059.             | [ 4 ] |
| Хуејцунг                             | 18. јануар 1126.               | [ 5 ] |
| Алберт Медвед                        | 1169.                          |       |
| Стефан Немања                        | 25. март 1196.                 |       |
| Владислав III Пјаст                  | 1206.                          |       |
| Џон Бејлиол                          | 1296.                          |       |
| Јован VI Кантакузин                  | 1355.                          |       |
| Ричард II Плантагенет                | 29. септембар 1399.            |       |
| Ерик VII од Данске                   | 1439.                          |       |
| Амадеус VIII од Савоје               | 1440.                          |       |
| Мурат II                             | 1444. и 1445.                  |       |
| Карло V                              | 1555—1556.                     |       |
| Кристина од Шведске                  | 6. јун 1654.                   |       |
| Мери Стјуарт                         | 24. јул 1567.                  |       |
| Јан II Казимир                       | 1668.                          |       |
| Џејмс II Стјуарт                     | 1688.                          |       |
| Август II Јаки                       | 1706.                          |       |
| Филип V Шпански                      | 1724.                          |       |
| Виктор Амадеус II од Сардиније       | 1730.                          |       |
| Ахмед III                            | 1730.                          |       |
| Карло VII Напуљски                   | 1759.                          |       |
| Станислав II Август Поњатовски       | 1795.                          |       |
| Ћинлунг                              | 9. фебруар 1796.               |       |
| Карло Емануел IV од Сардиније        | 4. јун 1802.                   |       |
| Франц II, цар Светог римског царства | 6. август 1802.                |       |
| Карло IV од Шпаније                  | 19. март 1808.                 |       |
| Жозеф Бонапарта                      | 6. јун 1808.                   |       |
| Густав IV Адолф                      | 29. март 1809.                 |       |
| Луј Бонапарта                        | 2. јул 1810.                   |       |
| Наполеон I Бонапарта                 | 4. април 1814. и 22. јун 1815. |       |
| Виктор Емануел I                     | 13. март 1821.                 |       |
| Шарл X Филип                         | 2. август 1830.                |       |
| Педро IV од Португала                | 28. мај 1826.                  |       |
| Педро I од Бразила                   | 7. април 1831.                 |       |
| Мигел I од Португала                 | 26. мај 1834.                  |       |
| Милош Обреновић                      | 1. јун 1839.                   |       |
| Вилем I                              | 7. октобар 1840.               |       |
| Михаило Обреновић                    | 25. август 1842.               |       |
| Луј-Филип I                          | 24. фебруар 1848.              |       |
| Лудвиг Аугуст од Вителсбаха          | 21. март 1848.                 |       |
| Фердинанд I од Аустрије              | 2. децембар 1848.              |       |
| Карло Алберт                         | 23. март 1849.                 |       |
| Александар Карађорђевић              | 13. децембар 1858.             |       |
| Леополд II Тоскански                 | 21. јул 1859.                  |       |
| Изабела II од Шпаније                | 25. јун 1870.                  |       |
| Амадео I од Шпаније                  | 11. фебруар 1873.              |       |
| Александар I Батенберг               | 7. септембар 1886.             |       |
| Милан Обреновић                      | 6. март 1889.                  |       |
| Лилијуокалани                        | 17. јануар 1893.               |       |
| Пу-ји                                | 12. фебруар 1912.              |       |
| Николај II Александрович             | 15. март 1917.                 |       |
| Вилхелм II Немачки                   | 9. новембар 1918.              |       |
| Рама VII                             | 2. март 1935.                  |       |
| Едвард VIII од Уједињеног Краљевства | 11. децембар 1936.             |       |
| Карол II Румунски                    | 6. септембар 1940.             |       |
| Реза Шах Пахлави                     | 16. септембар 1941.            |       |
| Виктор Емануел III                   | 9. мај 1946.                   |       |
| Михај Румунски                       | 30. децембар 1947.             |       |
| Вилхелмина од Холандије              | 4. септембар 1948.             |       |
| Леополд III од Белгије               | 16. јул 1951.                  |       |
| Фарук I                              | 26. јул 1952.                  |       |
| Фуад II                              | 18. јун 1953.                  |       |
| Шарлота од Луксембурга               | 12. новембар 1964.             |       |
| Јулијана од Холандије                | 30. април 1980.                |       |
| Жан од Луксембурга                   | 7. октобар 2000.               |       |
| Нородом Сиханук                      | 7. октобар 2004.               |       |
| Џигме Синге Вангчук                  | 15. децембар 2006.             |       |
| Папа Бенедикт XVI                    | 28. фебруар 2013.              |       |
| Беатрикс од Холандије                | 29. јануар 2013.               |       |
| Хамад Бин Халифа                     | 25. јун 2013.                  |       |
| Алберт II од Белгије                 | 21. јул 2013.                  |       |
| Хуан Карлос I од Шпаније             | 19. јун 2014.                  |       |
| Маргарета II од Данске               | 14. јануар 2024.               |       |